# Bernardo I Tallaferro
Bernardo de Besalú ou também Bernardo I Tallaferro "o Tallaferro" (c. 970 - terras do rio Ródano, Provença, 1020) foi um nobre medieval peninsular, tendo sido entre 998 e 1020 conde de Besalú, atual município da Espanha na província de Girona, comunidade autónoma da Catalunha

## Biografia
Apesar de ser o filho mais velho, era menor á data da morte de seu pai, Oliba Cabreta, pelo que sua mãe, Ermengarda de Ampurias, atuou como regente até á sua maioridade. Foi também Ermengarda quem viria a dividir a herança pelos filhos, ficando Bernardo com Besalú e o seu irmão Vifredo de Besalú e Carcassona, receberia a Cerdanha.
Tomou posse dos territórios de Vallespir e de Fenolheda e adquiriu Ripoll quando seu irmão, o Abad Oliva, renunciou a estas terras em 1003.
Viajou para Roma duas vezes, a primeira em 998 para participar de um sínodo, e a segundo em 1016 para reivindicar o bispado de Besalú. Seu filho Vifredo de Besalú e Carcassona, foi bispo regente deste território entre 1017 e 1020.
Em 1010 participou com o conde Raimundo Borel I de Barcelona na expedição deste a Córdova, e também ajudou o Conde Gausfredo II de Roussillon (? - 1074), conde de Rosellón, contra Hugo I Ampurias (c. 965 – 1040), conde de Ampurias, para garantir a separação dos dois municípios.
Viria a morrer na Provença, em terras das margens do Rio Ródano.

## Relações familiares
Foi filho de Oliba Cabreta (c. 920 – Montecassino, Itália, 990), Conde de Cerdanha e de Ermengarda de Ampurias. Casou em 992 com Toda da Provença (c. 960 -?), filha de Guilherme I de Arles e de Adelaide Branca de Anjou, filha de Fulque II de Anjou (900 - 11 de Novembro de 958) e de Gerberga de Maine (915 -?), de quem teve:
1. Garsenda de Besalú casada com Berengário I de Narbona (995 - 1066),
2. Guilherme I de Besalú e Ripoll (c. 990 - 1052) casado com Adelaide de Besalú e Ripoll,
3. Vifredo de Besalú e Carcassona, (? - 1054) Bispo de Besalú e Carcassona,
4. Hugo Berenguer de Besalú,
5. Velasquita cognomento Constanza de Besalú (? - depois de março de 1066) casada com Armengol II de Urgel.[6]
6. Henrique de Besalú.